# AB Karl Hedin Industri

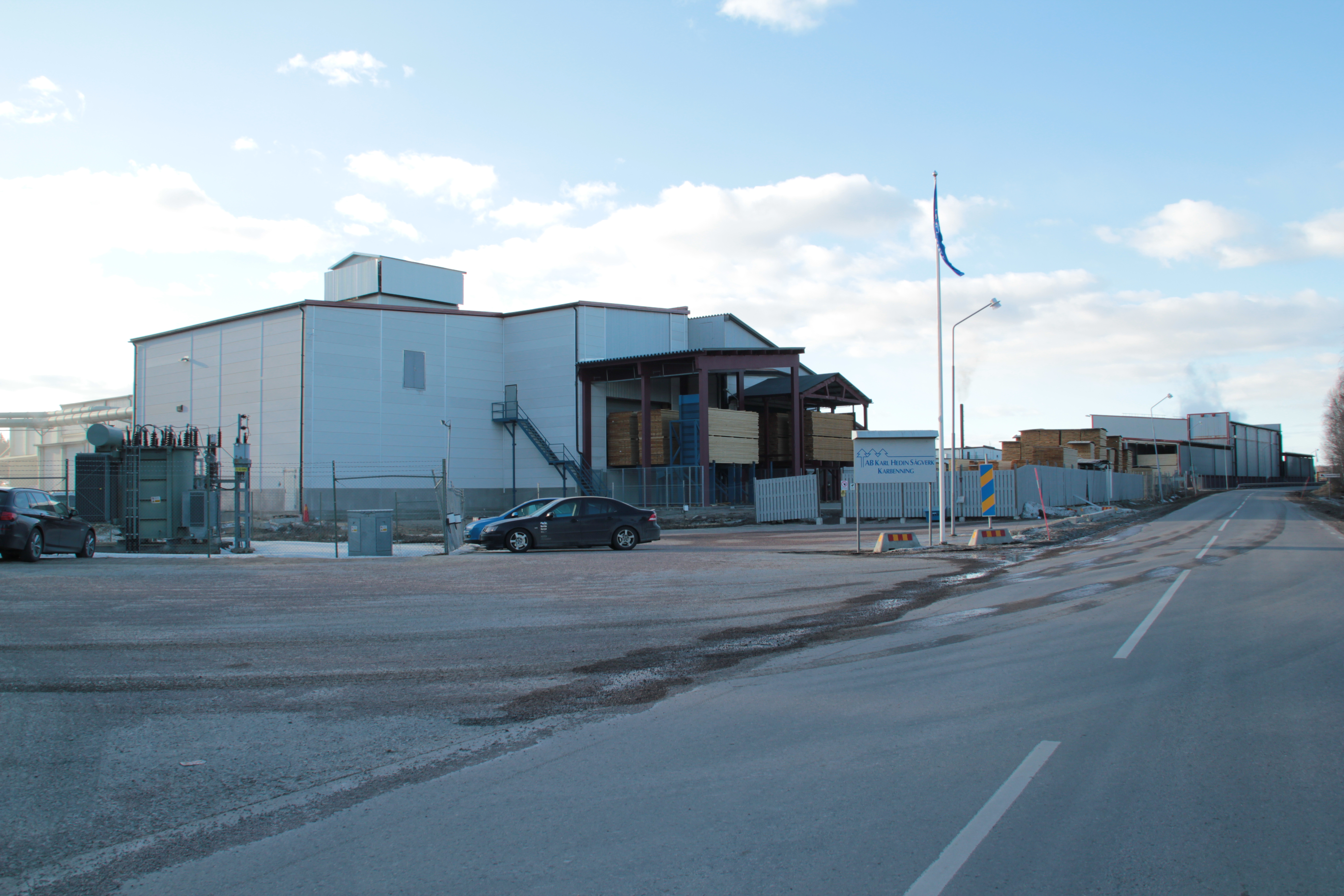
AB Karl Hedins sågverk i Karbenning

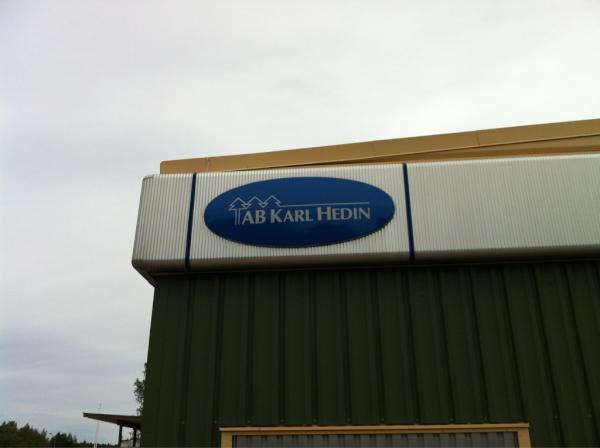
AB Karl Hedin i Hagfors

AB Karl Hedin är ett svenskt familjeägt sågverks-, emballage- och handelsföretag med verksamhet i Sverige och Estland. Företaget grundades i början av 1900-talet och har idag cirka 950 anställda och en omsättning på cirka 3,0 miljarder kronor.
Produktionen är cirka  650 000 m3 sågvaror, varav 200 000 m3 utgörs av hyvlade och bearbetade trävaror och cirka 55 000 m3 emballageprodukter. Företaget tillverkar egna unika produkter som spontad och målad spontad vindskiva, Bergslagspanel, Hedinregel, luftad lockpanel (Lövångersbygg), Kärntrall och Topptrall.
I AB Karl Hedin industri ingår AB Karl Hedin Bygghandel, som är Sveriges största privata bygghandelskedja med försäljningsställen i 50 orter.
Företagets sågverk ligger i Karbenning, Krylbo, Säter och Hänike i landskapet Võrumaa i Estland. AB Karl Hedin Råvara förser företagets svenska sågverk med timmer.
Emballageproduktionen är förlagd till sju orter med kunder i industri- och fordonssektornerna.